# (136) Austria
(136) Austria est un astéroïde de la ceinture principale découvert par Johann Palisa le 18 mars 1874. Il est baptisé du nom latin de l'Autriche.